# Céline Arnauld
Pour les articles homonymes, voir Arnauld.
Céline Arnauld est le pseudonyme de Carolina Goldstein, née le 27 décembre 1885 à Călărași (Roumanie) et morte le 22 février 1952 dans le 14e arrondissement de Paris, est une poétesse et écrivaine dada.

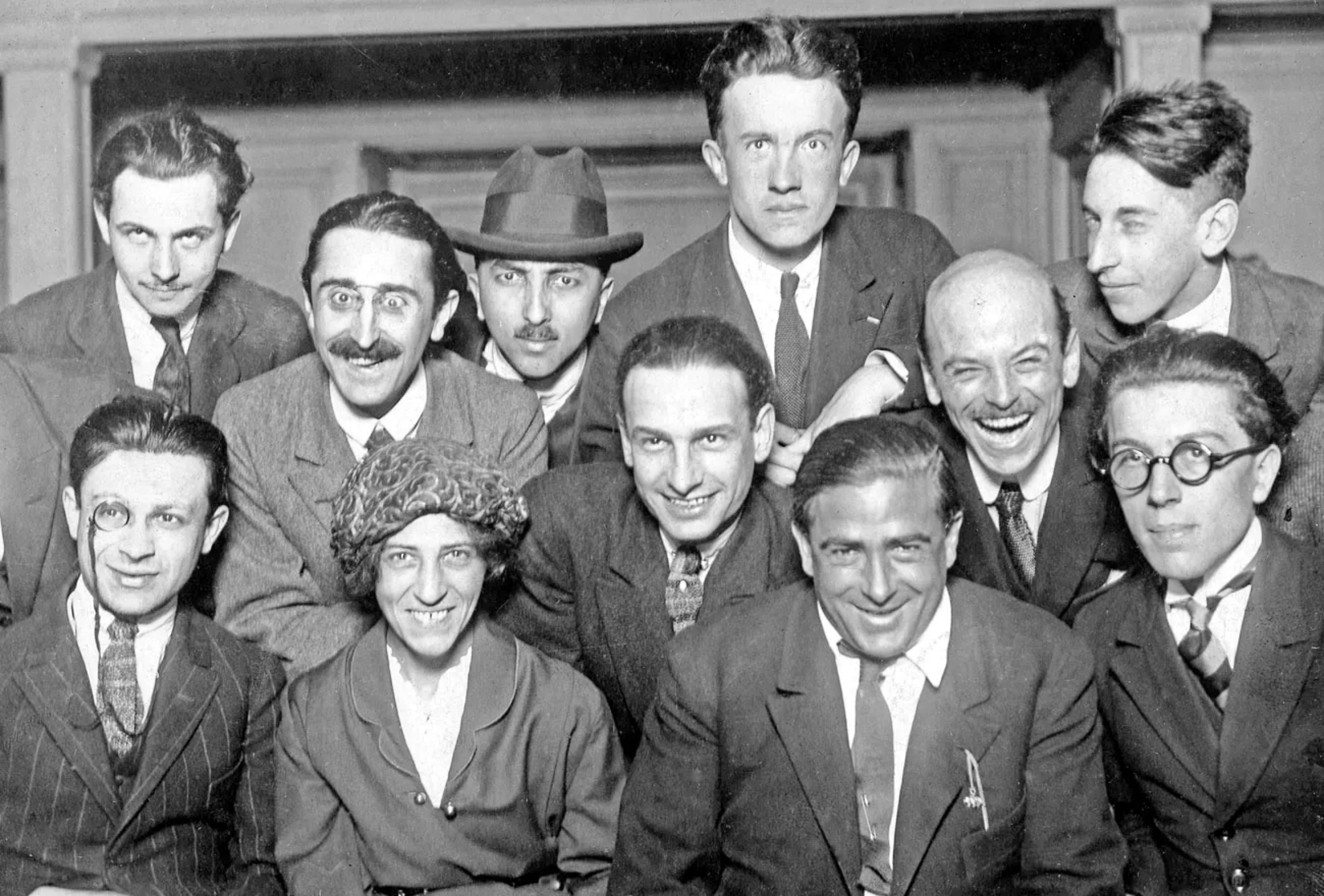
Céline Arnauld, photographie de groupe (Paris, 1921). De gauche à droite, rangée du haut : Louis Aragon, Théodore Fraenkel, Paul Éluard, Emmanuel Faÿ. Second rang : Paul Dermée, Philippe Soupault, Georges Ribemont-Dessaignes. Au premier rang : Tristan Tzara (avec monocle), Céline Arnauld, Francis Picabia, André Breton.

## Biographie
Arrivée à Paris en 1914 pour y suivre des études de lettres à la Sorbonne, Céline Arnauld rencontre l'écrivain belge Paul Dermée qui devient son époux. En 1919, paraît son premier roman Tournevire, illustré par le sculpteur cubiste Henri Laurens. La même année, ce dernier réalise son buste en pierre polychrome.
De 1920 à 1924, Céline Arnauld prend part aux activités dadaïstes. On signale sa participation (« Jeu d'échecs ») à la manifestation Dada du 26 mai 1920 à la Salle Gaveau, sa collaboration aux revues « Dadaphone », « 391 » et « Littérature » et sa signature sur le tableau de Francis Picabia : L'œil cacodylate. Avec ce dernier, elle écrit le texte Pilhaou-Thibaou polémique contre André Breton et contre Dada, dont Picabia s'éloigne.
Le 21 mai 1920, les éditions du Sans pareil que dirige René Hilsum, publient le premier (et unique) numéro de sa revue « Projecteur » au format original de 23 × 10 cm qui ne comporte aucun dessin ni reproduction d'œuvre plastique. Dadaïste dans l'esprit, la dérision et l'autodérision profusent. Après les trois premières pages correctement présentées, surgit une feuille rose sur laquelle Céline Arnauld a écrit de sa main un texte intitulé Ombrelle Dada : « Vous n'aimez pas mon manifeste. Vous êtes venus ici pleins d'hostilité et vous allez me siffler avant même de m'entendre. […] Avez-vous déjà vu au bord des routes entre les orties et les pneus crevés, un poteau télégraphique pousser péniblement ? Mais dès qu'il a dépassé ses voisins, il monte si vite que vous ne pourriez plus l'arrêter… jamais ». Elle traite Breton de moraliste, Louis Aragon se moque du commerce, Picabia s'en prend aux valeurs de l'époque, et Tristan Tzara explore le pouvoir sonore des mots avec Le Cierge et la vierge.
Ayant commencé à paraître en novembre 1921, elle rédige dans la chronique cinématographique de la revue « Action : Cahiers de philosophie et d’art », dirigée par Florent Fels.
Par sa volonté d'indépendance, elle poursuit sa carrière littéraire aux marges de Dada, avec le soutien de Hilsum qui publie ses ouvrages.
En 1936, Céline Arnauld signe le manifeste de l'Association des écrivains pour la défense et la culture contre le fascisme.
Elle se suicide un an après la mort de son mari.

## Œuvres
- Tournevire, roman, 1919 ;
- Poèmes à claires-voies, 1920 ;
- Images dans le dos du cocher, 1920 ;
- Point de mire, 1921 ;
- Jeux d'Echecs, dialogue lyrique ;
- Guêpier de diamant, poèmes (Éditions Ça ira, 1923) ;
- L'Apaisement de l'éclipse : une passion en deux actes, 1925 ;
- Diorama, confession lyrique, 1925 ;
- La Nuit rêve tout haut, 1934 : poème à deux voix et accompagnement secret ou imaginaire au piano ;
- Le Clavier Secret ;
- Heures Intactes ;
- Anthologie Céline Arnauld, morceaux choisis de 1919-1935, 1936 ;
- Les Réseaux du réveil, 1937 ;
- La Nuit pleure ;
- Rien qu'une étoile.

### Éditions récentes
- Œuvres complètes, t. I, édition de Victor Martin-Schmets, Classiques Garnier, 2013  (ISBN 978-2812410604).